# Heihuquan
L'Heihuquan (黑虎拳, Pugilato della Tigre Nera) è uno stile di arti marziali cinesi che può essere classificato tra gli stili Xiangxingquan o imitativi. Lo stile ha avuto origine nella provincia di Shandong. Oggi è praticato sicuramente nell'area di Dongming e ne esistono diverse versioni praticate in altrettante province Cinesi.

## Ramificazioni del Heihuquan
Secondo l'enciclopedia telematica dell'Istituto Confucio, è possibile riscontrare tre differenti tipologie di Pugilato della Tigre Nera collocate in tre diverse aree geografiche: una nella provincia di Zhejiang; una in quella del Sichuan; una in quella del Gansu. Ma al di là di queste aree vi sono evidenze di altre zone in cui sono praticati differenti Heihuquan.

### Shandong Heihuquan
Il libro Shantung Black Tiger collega già nel suo titolo questo stile allo Shandong. Nell'articolo Yuncheng Wushu, cioè Arti Marziali di Yuncheng, lo si inserisce tra gli stili praticati in questa area, provenienti in epoca della dinastia Qing da Henan ed Hebei.

### Zhejiang Heihuquan
In questa provincia è praticato un tipo di Heihuquan che per le sue caratteristiche tecniche può essere considerato un Nanquan.
Tra i suoi Taolu troviamo: Shaolin Heihu (少林黑虎); Xiao Heihu (小黑虎); Heihujia (黑虎架); Wuhuquan (五虎拳); ecc.
Secondo Chen Xiangjin e Ji Jiancheng esso è diffuso nelle aree di Taizhou 台州, Shaoxing 绍兴, Jinhua 金华, Wenzhou 温州, Qingtian 青田 e Longquan 龙泉.

### Chuanxi Heihuquan (川西黑虎拳)
Chuanxi Heihuquan, cioè il Pugilato della Tigre Nera dell'ovest del Sichuan.

### Gansu Heihuquan (甘肃黑虎拳)
Questo tipo, proviene dal Simenquan (四门拳).

### Hunan Heihuquan
Secondo un sito ufficiale dello sport dell'Hunan questo stile è diffuso nelle aree amministrative di Shaoyang 邵阳 e Lingling 零陵.
L'Heihuaquan dell'Hunan conta oggi la 15ª generazione. Ha 9 Taolu tra i quali citiamo: Yuezhong Pangui (月中攀桂) e Heihu Taoxin (黑虎掏心).

### Jilin Heihuquan
Nel 2011 è stato pubblicato un libro dal titolo Heihuquan, scritto da Qu Jiangchun, in cui si mostra una forma che si compone di 45 figure e che appartiene al Pugilato della Tigre Nera del Jilin. Questo stile è stato tramandato da Zhou Mingde 周明德 ed oggi è rappresentato da Qu Jiangchun 曲江春, Song Hengde 宋恒德, Sun Liangji 孙良吉. Zhou Mingde era originario di Shouguang 寿光 in Shandong.

### Peixian Heihuquan
L'Heihuquan compare in un elenco di Stili praticati nella città di Peixian.

### Shaolin Heihumen ovvero Guangdong Heihumen
Uno stile chiamato Shǎolín hēihǔmén 少林黑虎门 (scuola della Tigre Nera di Shǎolín) che oggi è praticata ad Hong Kong, proverrebbe dal Guangdong.
Secondo la  Black Tiger Association nel 1830 lo stile è stato trasmesso da Zhàodé 兆德, abate del tempio Xīchánsì 西禪寺 in Guangdong, ad un giovane che di cognome Sū 苏 del distretto Shùndéqū 順德區. Quel giovane assunse il nome di Hēihǔ 黑虎 (Tigre Nera) con cui fu famoso come una delle "Dieci Tigri del Guangdong" (Guǎngdōng shí hǔ 广东十虎).
Questa scuola è stata insegnata in Hong Kong da un maestro che si chiamava Huáng Xiáng 黄祥 (1902 - 1989).

#### Esercizi di Acquisizione della Forza
Sū Hēihǔ 苏黑虎 inizialmente apprese da Zhàodé 兆德 alcuni metodi fondamentali di acquisizione di forza:
- lanciare il fermaporta di pietra(拋石鎖T, 抛石锁S, pāo shísuǒP, pao shi suoW in Cantonese paau sehk so);
- gettare la palla di pietra(彈石球T, 弹石球S, tánshíqiúP, tan shi chiuW in Cantonese taahn sehk kauh);
- piantare alberi di acagiù cinese(埋木椿T, 埋木椿S, máimùchūnP, mai mu chunW in Cantonese maaih muhk cheun)[12].

#### Sequenze
La Scuola della Tigre Nera di Shǎolín è uno stile composito, che deriva da varie esperienze. Questo un elenco di sequenze praticate al suo interno:
- sequenza di pugilato delle 10 forme della Tigre Nera (黑虎十形拳T, 黑虎十形拳S, hēihǔ shíxíngquánP,  hei hu shih hsing ch'uanW in Cantonese haak fu sahp yihng kyuhn);
- sequenza di pugilato degli otto Immortali ubriachi (醉八仙拳T, 醉八仙拳S, zuì bāxiānquánP,  t'sui pa hsien ch'uanW in Cantonese jeui baat sin kyuhn);
- sequenza di sciabola della Tigre Nera (黑虎刀T, 黑虎刀S, hēihǔdāoP,  hei hu taoW in Cantonese  haak fu dou);
- sequenza di bastone dell'attendente di Buddha (金剛棍T, 金刚棍S, jīngānggùnP,  chin kang kunW in Cantonese gam gong gwan).

##### Le Dieci Forme
La sequenza di pugilato delle 10 forme della Tigre Nera contiene l'imitazione di 10 animali:
- drago(龍T, 龙S, lóngP,  lungW in Cantonese luhng);
- serpente(蛇T, 蛇S, shéP,  sheW in Cantonese seh);
- tigre(虎T, 虎S, hǔP, huW in Cantonese fu);
- leopardo(豹T, 豹S, bàoP, paoW in Cantonese paau);
- gru(鶴T, 鹤S, hèP, heW in Cantonese hohk);
- leone(獅T, 狮S, shīP, shiW in Cantonese si);
- elefante(象T, 象S, xiàngP, hsiangW in Cantonese jeuhng);
- cavallo(馬T, 马S, mǎP, maW in Cantonese mah);
- scimmia(猴T, 猴S, hóuP, houW in Cantonese hauh);
- martora(貂T, 貂S, diāoP, tiaoW in Cantonese diu)[14].

## Forme in altri stili dal nome Heihuquan
Il Bājíquán, lo Zhaomen dell'Emei e il Liuhequan hanno una forma (Taolu) di Heihuquan.

## Curiosità
- Nel 1980 la casa editrice del tempio Shaolin (Zhongguo Songshan Shaolinsi Chubanshe 中国嵩山少林寺出版社) ha dato alle stampe una storia a disegni scritta dal noto artista marziale Cai Longyun (蔡龙云) dal titolo Heihuquan Duida (黑虎拳对打).